# Mombasa Municipal Stadium
Het Mombasa Municipal Stadium is een multifunctioneel stadion in Mombasa, een stad in Kenia. Het stadion wordt meestal gebruikt voor voetbalwedstrijden. In het stadion kunnen 10.000 toeschouwers.